# Gauliga Danzig-Westpreußen 1943/44
De Gauliga Danzig-Westpreußen 1943/44 was het vierde voetbalkampioenschap van de Gauliga Danzig-Westpreußen. SLV werd kampioen en plaatste zich voor de eindronde om de Duitse landstitel, maar werd daar in de eerste ronde uitgeschakeld. 
Dit was het laatste officiële kampioenschap. De competitie in 1944/45 werd niet voltooid. Niet alle wedstrijden werden gespeeld, als een ploeg forfait gaf werd deze als een scoreloze overwinning aan de tegenstander toegekend. 

## Eindstand
| Plaats | Club                   | Wed. | W  | G | V  | Saldo | Ptn. |
| ------ | ---------------------- | ---- | -- | - | -- | ----- | ---- |
| 1.     | LSV Danzig             | 18   | 15 | 2 | 1  | 54:23 | 31   |
| 2.     | Post SG Gotenhafen     | 18   | 14 | 1 | 3  | 51:23 | 29   |
| 3.     | SV Neufahrwasser 1919  | 18   | 9  | 1 | 8  | 50:57 | 19   |
| 4.     | BuEV Danzig            | 18   | 8  | 1 | 9  | 59:48 | 17   |
| 5.     | SG Bromberg            | 18   | 8  | 0 | 10 | 44:45 | 16   |
| 6.     | Post-SG Danzig         | 18   | 6  | 3 | 9  | 52:49 | 15   |
| 7.     | SV Viktoria Elbing     | 18   | 7  | 1 | 10 | 35:38 | 15   |
| 8.     | SV Thorn               | 18   | 7  | 0 | 11 | 46:48 | 14   |
| 9.     | SC Preußen 1909 Danzig | 18   | 6  | 2 | 10 | 37:48 | 14   |
| 10.    | Danziger SC 1912       | 18   | 4  | 1 | 13 | 28:77 | 9    |

|  | Kampioen, geplaatst voor nationale eindronde |